# Franco Pedroni
Pour les articles homonymes, voir Pedroni.
Franco Pedroni, né le 13 septembre 1926 à Luino et mort le 12 février 2001 à Gallarate, est un footballeur et entraîneur italien. Il évoluait au poste de milieu défensif.

## Biographie

### Joueur
Franco Pedroni commence sa carrière professionnelle au Gallaratese entre 1942 et 1944, avant de jouer pour Sommese en 1945-1946. Il retourne ensuite à Gallaratese de 1946 à 1948, où il dispute 52 matchs sans marquer de but,,.
Il rejoint ensuite Côme en 1948, où il se distingue en disputant 144 matchs et en marquant un but. En 1952, il signe à l'AC Milan, où il remporte le scudetto en 1955, en jouant 65 matchs et inscrivant un but,.
Après Milan, Pedroni évolue à Alessandria de 1956 à 1960, disputant 109 matchs sans marquer, puis termine sa carrière de joueur à Pro Vercelli en 1960-1961, où il joue 4 matchs sans inscrire de but,.
Au total, il dispute 247 matchs pour 2 buts inscrits en première division italienne. En compétitions européennes, il joue 4 matchs pour aucun but inscrit en Coupe des clubs champions.

### Entraîneur
Après sa carrière de joueur, Franco Pedroni devient entraîneur. Il prend en charge plusieurs clubs, notamment Alessandria (adjoint), Pro Vercelli, Casale, Pro Patria, Mestrina, Casale (de nouveau), Verbania (en), et Pro Patria.

## Palmarès

### Joueur
AC Milan
- Serie A :
  - Champion : 1954-1955.

- Coupe latine :
  - Vainqueur : 1956.

### Entraîneur
Casale
- Serie B :
  - Champion : 1963-1964.